# Palo Mäntysaari
Palo Mäntysaari is een eiland in de Zweedse Kalixälven. Het eiland heeft geen oeververbinding. Het meet ongeveer 600 bij 200 meter.